# 西ジャワ州
西ジャワ州（にしジャワしゅう、インドネシア語: Jawa Barat、スンダ語: ᮏᮝ ᮊᮥᮜᮧᮔ᮪）はインドネシアの州。ジャワ島西部に位置する。州都はバンドン。西ジャワ州はバンテン州とジャカルタ首都特別州が西に、中部ジャワ州が東に隣接しており、北はジャワ海、南はインド洋に面している。ジャワ人に次いで2番目に人口の多い民族であるスンダ族の原郷でもある。
西ジャワ州はインドネシア独立宣言の後にできた最初の8州のうちの1つであり、その後1950年7月14日に法的に再設された。1966年に州と同じ地位の『首都特別州』(Daerah Khusus Ibukota) としてジャカルタが分割され、同様に州の西部も 2000年にバンテン州となる形で分割された。
これら2州が分割された後も2020年中期時点で西ジャワ州の人口は49,935,858人とインドネシア国内で最多の州となっている 。州最大の都市であるブカシ、バンドンはインドネシアでそれぞれ3位、4位の人口を誇る都市である。ジャボデタベック都市圏内の衛星都市としてブカシは非常に急速な人口増加を経験し、2012年に州都のバンドンを上回るまでになった。それでいながらジャカルタの衛星都市ブカシ、デポックがそれぞれ世界で7番目、10番目に人口の多い地域である一方でバンドンは世界で最も人口密度の高い市域となっている。

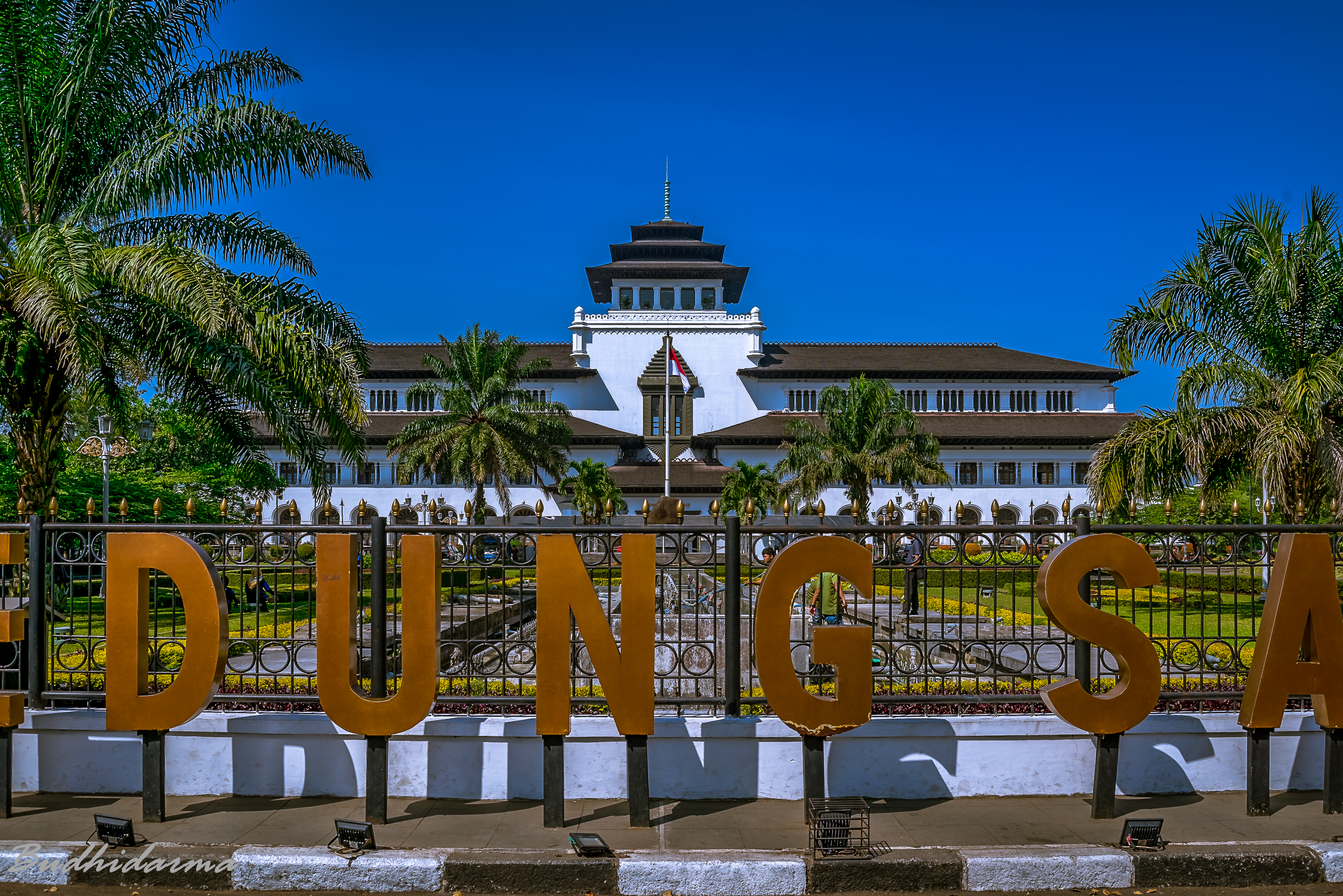
西ジャワ州庁舎（グドゥンサテ）

## 歴史
- 2021年1月9日 - スメダン県一帯の集中豪雨により土砂崩れが発生。集落が押し流され住民ら少なくとも19人が死亡、18人が重軽傷[6]。
- 2021年3月29日 - バロンガンにあるインドネシア国営石油会社の製油所で爆発事故が発生。5人が負傷、周辺住民1000人以上が避難[7]。
- 2022年11月21日 - 現地時間13時21分、チアンジュールでモーメント・マグニチュード5.6を観測する地震が発生した。翌22日時点で死者268人を記録している[8]。

## 行政区分

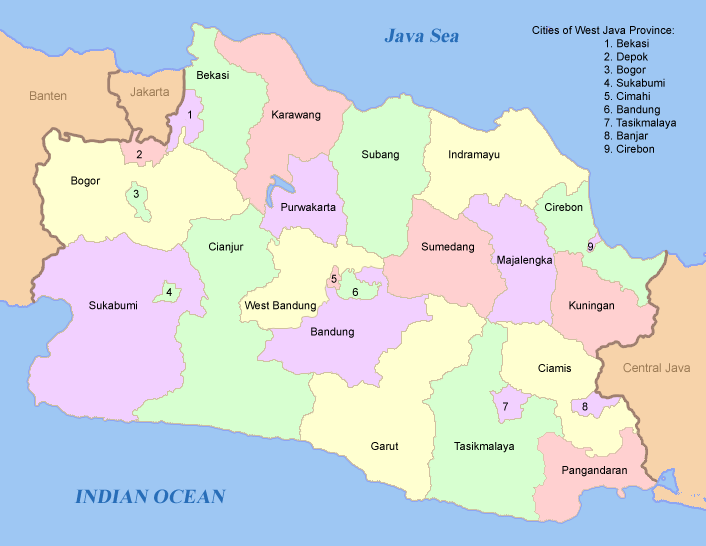
西ジャワ州内の県と市

県 (kabupaten) - (県都)
1. ボゴール県（英語版） - (チビノン（英語版）)
2. スカブミ県（英語版） - (Palabuhanratu)
3. チアンジュール県（英語版） - (チアンジュール)
4. バンドン県（英語版） - (ソレアン（英語版）)
5. 西バンドン県（英語版） - (Ngamprah)
6. ガルット県（英語版） - (Tarogong Kidul)
7. タシクマラヤ県（英語版） - (Singaparna)
8. チアミス県（英語版） - (チアミス)
9. クニンガン県（英語版） - (クニンガン（英語版）)
10. チルボン県（英語版） - (スンバー（英語版）)
11. マジャレンカ県（英語版） - (マジャレンカ（英語版）)
12. スメダン県（英語版） - (スメダン（英語版）)
13. インドラマユ県（英語版） - (インドラマユ（英語版）)
14. スバン県（英語版） - (スバン (西ジャワ州)（英語版）)
15. プルワカルタ県（英語版） - (プルワカルタ（英語版）)
16. カラワン県（英語版） - (西カラワン) ブキット・インダー工業団地(Bukit Indah Industria Park)
17. ブカシ県（英語版） - (Cikarang Pusat)
18. パンガンダラン県（英語版） - (Parigi)

市（コタ）
1. ブカシ
2. デポック
3. ボゴール
4. スカブミ
5. チマヒ
6. バンドン
7. タシクマラヤ
8. バンジャル
9. チレボン

## 交通インフラ
- クルタジャティ国際空港
- パティンバン港